# Cyrtodactylus rosichonarieforum
Espèce
Cyrtodactylus rosichonarieforum est une espèce de geckos de la famille des Gekkonidae.

## Répartition
Cette espèce est endémique des îles Natuna en Indonésie. Elle se rencontre sur Bunguran.

## Description
Le mâle holotype mesure 54,6 mm de longueur standard.

## Systématique
Le nom valide complet (avec auteur) de ce taxon est Cyrtodactylus rosichonarieforum Riyanto (d), Grismer & Wood (d), 2015.
Cyrtodactylus rosichonarieforum a pour synonyme :
- Cyrtodactylus rosichonariefi Riyanto, Grismer & Wood Jr, 2015
- Cyrtodactylus rosichonarieforum Amarasinghe et al., 2020 - nom. emend.

### Étymologie
Cette espèce est nommée en l'honneur de Rosichon Ubaidillah (d) et d'Ahmad Jauhar Arief.

### Publication originale
- (en) Awal Riyanto, L. Lee Grismer et Perry L. Wood, Jr, « Cyrtodactylus rosichonariefi sp. nov. (Squamata: Gekkonidae), a new swamp-dwelling bent-toed gecko from Bunguran Island (Great Natuna), Indonesia », Zootaxa, Auckland, vol. 3964, no 1,‎ mai 2015, p. 114–124 (ISSN 1175-5326, e-ISSN 1175-5334, DOI 10.11646/zootaxa.3964.1.8).